# Cyclamen rohlfsianum
Cyclamen rohlfsianum – de naam komt van de Duitse ontdekkingsreiziger Friedrich Gerhard Rohlfs, die de plant in de 19e eeuw ontdekte – is oorspronkelijk afkomstig uit een deelgebiedje van Cyrenaica in Libië, waar de plant groeit in de rotsspleten.

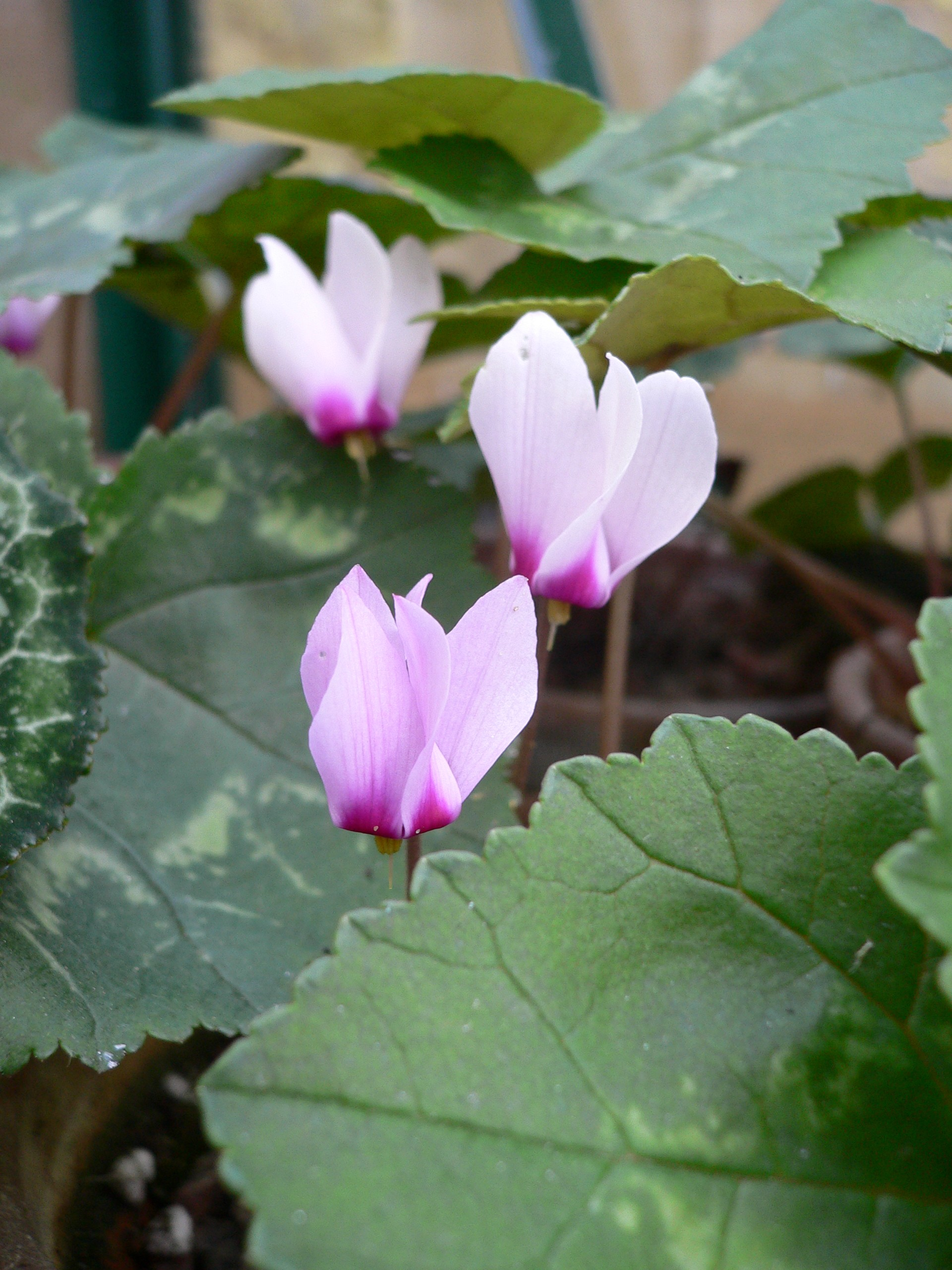
Bloemen van Cyclamen rohlfsianum met de uitstekende meeldraden

## Kenmerken
De geurende bloemen, die op het einde van de zomer uitkomen, zijn herkenbaar door hun duidelijk uitstekende meeldraden zoals die van het twaalfgodenkruid (Dodecatheon meadia).
Een andere bijzonderheid: terwijl bij de meeste soorten de bloemsteel zich na de bevruchting oprolt als een kurkentrekker vanaf de top van de steel, gebeurt dit bij Cyclamen rohlfsianum vanaf de basis.
In november 2000 werd voor het eerst een exemplaar met witte bloemen gekweekt (f. album).
De afgeronde bladeren met grote, driehoekige tanden verschijnen na de eerste bloemen en hebben vaak een mooie tekening.

## Kweek
Cyclamen rohlfsianum is de minst winterharde van de gekweekte cyclamen en moet dus in koude kas worden geplant.

## Referentie
1. ↑  Gerhard Rohlfs - Gesammelte Werke. Gearchiveerd op 7 juni 2023.
2. ↑  Cyclamen rohlfsianum (The Cyclamen Society)

... · 
C. abchasicum · 
C. africanum · 
C. alpinum · 
C. balearicum · 
C. cilicium · 
C. colchicum · 
C. coum (Rondbladige cyclaam) · 
C. creticum · 
C. cyprium · 
C. elegans · 
C. graecum · 
C. hederifolium (Napolitaanse cyclaam) · 
C. intaminatum · 
C. libanoticum · 
C. mirabile · 
C. persicum · 
C. pseudibericum · 
C. parviflorum · 
C. purpurascens (Alpenviooltje) · 
C. repandum · 
C. rhodium · 
C. rohlfsianum · 
C. somalense · 
...